# Spring Hill (Minnesota)
Spring Hill és una població dels Estats Units a l'estat de Minnesota. Segons el cens del 2000 tenia 55 habitants.

## Demografia
Segons el cens del 2000, Spring Hill tenia 55 habitants, 26 habitatges, i 12 famílies. La densitat de població era de 29,1 habitants per km².
Dels 26 habitatges en un 11,5% hi vivien nens de menys de 18 anys, en un 34,6% hi vivien parelles casades, en un 11,5% dones solteres, i en un 53,8% no eren unitats familiars. En el 46,2% dels habitatges hi vivien persones soles el 30,8% de les quals corresponia a persones de 65 anys o més que vivien soles. El nombre mitjà de persones vivint en cada habitatge era de 2,12 i el nombre mitjà de persones que vivien en cada família era de 3,17.
Per edats la població es repartia de la següent manera: un 16,4% tenia menys de 18 anys, un 10,9% entre 18 i 24, un 23,6% entre 25 i 44, un 23,6% de 45 a 60 i un 25,5% 65 anys o més.
L'edat mediana era de 44 anys. Per cada 100 dones de 18 o més anys hi havia 84 homes.
La renda mediana per habitatge era de 25.833 $ i la renda mediana per família de 43.125 $. Els homes tenien una renda mediana de 24.375 $ mentre que les dones 16.250 $. La renda per capita de la població era de 16.271 $. Cap de les famílies i l'11,9% de la població estaven per davall del llindar de pobresa.

## Poblacions més properes
El següent diagrama mostra les poblacions més properes.